# Łewkowyczi (obwód żytomierski)
Łewkowyczi (ukr. Левковичі) – wieś na Ukrainie, w obwodzie żytomierskim, w rejonie korosteńskim, w hromadzie Owrucz. W 2001 liczyła 911 mieszkańców.